# 天主教馬克尼教區
天主教馬克尼教區（拉丁語：Dioecesis Makenensis）是塞拉利昂一個羅馬天主教教區，屬弗里敦總教區。

## 歷史
1952年4月3日成立宗座監牧區，1962年2月24日升為教區，直屬聖座。1970年11月11日轉屬弗里敦總教區。

## 現況
位於北方省，2011年有教友38,000人（佔轄區總人口2.1%）、十九個堂區、四十四名司鐸。現任教區主教為亨利·阿鲁纳。